# حوت غنداكا
حوت غنداكا (الاسم العلمي: †Gandakasia) هو جنس من الثدييات المنقرضة يتبع فصيلة الحيتان الجوالة من رتبة مزدوجات الأصابع.